# Ярок (Ужгородський район)
Яро́к — село в Україні, в Баранинській сільській громаді, Ужгородського району, Закарпатської області. До 2020 року — адміністративний центр Яроцької сільської ради, якій підпорядковувалися села Ярок та Стрипа, нині орган місцевого самоврядування — Баранинська сільська громада. Населення становить 724 особи.

## Географія
Село Ярок розкинулося на південному схилі Вулканічних Карпат біля підніжжя гори Діл (793 м н.р.м), поруч із прадавнім кратером — горою Анталовецька Поляна (971 м н.р.м.), на обидвох берегах річки Цигань, за 16 км на північний схід від міста Ужгорода та за 19 км від адміністративного центру сільської громади. За 10 км знаходиться найближчий зупинний пункт Оноківці.

## Топоніми
В письмових джерелах село відоме під назвою «Арок» (угор. Árok). Топонім «Арок» має угорське походження та перекладається як траншея, видовжене заглиблення, викопане в землі; поглиблення в землі, вимите проточною водою, грядка; яма, дренажний канал, вали, долина, тобто назва пов'язана з тим, що поселення було розташоване в канаві або котлоподібній долині струмка, що бере свій початок від гори Анталовецька Поляна.

## Населення
У 1910 році в Ярку мешкало 680 осіб, з них: 630 русинів (українців) та 50 угорців. За даними всеукраїнського перепису населення 2001 року у селі мешкало 724 особи.
Мова
Розподіл населення за рідною мовою за даними перепису 2001 року був наступним:
| українська | 698 | 96,41 |
| російська  | 15  | 2,07  |
| угорська   | 9   | 1,24  |
| словацька  | 1   | 0,14  |
| білоруська | 1   | 0,14  |

## Герб
У лазуровому щиті золота гілка дуба з такими ж листками і жолудем, що супроводжується знизу срібним виноградним гроном з зеленим листком.

## Історія
Перша письмова згадка про село відома лише від 1499 року, коли воно належало Друґетам. Нинішнє село Ярок засноване на волоському праві на початку XV століття.
У XV-XVII століттях село належало Невицькому домену Друґетів. Жителі села близько 1585 року прийняли реформацію та належали до Ужгородської плебанії.
В останній чверті XVI століття у село прибули 20 нових родин переселенців. 1599 року у селі господарювало 30 родин та родина шолтейса. На початку XVIII століття в Ярку мешкали лише 9 селянських родин.
У 1982 році між селами Оріховиця та Ярок було споруджено Ужгородський військовий полігон.

## Політика

### Парламентські вибори, 2019
На позачергових парламентських виборах 2019 року у селі функціонувала окрема виборча дільниця № 210574, розташована у приміщенні клубу.
Результати
- зареєстровано 482 виборці, явка 65,77%, найбільше голосів віддано за «Слугу народу» — 34,82%, за «Опозиційний блок» — 30,03%, за Всеукраїнське об'єднання «Батьківщина» — 10,86%.[11] В одномандатному окрузі найбільше голосів отримав Андрій Андріїв (самовисування) — 49,19%, за Олександра Пекаря (Слуга народу) — 15,96%, за Роберта Горвата (самовисування) — 9,12%[12].

## Пам'ятки, визначні місця

### Церква Святого Миколая
Історія церкви села Ярок розпочинається на початку XVIII століття із приходом у село монахів єзуїтів. Першу письмову згадку про Яроцьку дерев'яну церкву Святого Миколая знаходимо в протоколі, складеному єпископом Мукачівської єпархії Мануїлом Ольшавським під час візитації у 1751 році парафій Ужанської жупи.
Із церковною реформою, започаткованою імператрицею Священної Римської імперії, ерцгерцогинею Австрії Марією-Терезією, було заплановано будівництво нової кам'яної церкви. Церкву збудовано в центрі села, ліворуч від річки Цигані, що поділяє село умовно на дві частини. Відповідно до рішень найвищої угорської королівської Губерніальної Ради від 25 липня 1797 року за № 14347 та від 3 липня 1799 року за № 12470 було продовжено проведення візитації парафій і у 1801, 1802, 1805 та 1806 роках. У цьому документі було зазначено, що у 1801 році церква в Ярку перебувала в стані будівництва. На її будівництві наполягав єпископ Мукачівської єпархії Андрій Бачинський. Будувалася церква з каменю, на кошти парафіян. У шематизмі 1883 року церкву датують 1877 роком, проте згідно з написом на хорах церкву споруджено у 1802 році. Іконостас встановили у 1825 році, казальницю — у 1847 році. В церкві збереглися цінні церковні книги: Євангеліє (видання 1690 року), Апостол (Діянія і посланія святих Апостолів; видання 1906 року), Тріодь (трипіснець святої великої п'ятидесятниці; видання 1730 року), Мінея святкова (видання 1938 року), Квітна тріодь (видання 1939 року). Нині тут — базилічна церква з високою бароковою вежею, що несе три дзвони, та бароковими завершеннями над вівтарем і бічними апсидами. Висота храму 22,5 м, довжина – 17 м, ширина – 9 м. У 1894 році Павло Гливка встановив мурований хрест біля церкви.
У 1902 році капітально відремонтували зовнішні стіни, перекрили турню. Усередині розмалювали стіни, вівтар та іконостас. Коштом Федора Ігната та його дружини поставили хори. Пізніше зовнішній ремонт провели у 1932 році. 1935 року знову перемалювали стіни, оновлено престол і зроблено нову казальницю. Іконостас оновив художник С. Сарновський з Ужгорода. У 1949 році церкву у селі Ярок було передано релігійній громаді РПЦ. Останні ремонти проведено у 1972 та 1986 роках. 
Відродження греко-католицької громади відбулося у 1990 році. Перші богослужіння проводилися під відкритим небом, біля бічних дверей храму. 10 липня 1991 року статут громади Різдва Пресвятої Богородиці погодив єпископ Мукачівської єпархії Йоан Семедій. На початку відродження парафії у селі Ярок Богослужіння звершували: Йосиф Головач — помічний єпископ Мукачівської греко-католицької єпархії, о. Юрій Федака та інші священики Мукачівської греко-католицької єпархії – о. Юрій Огар, о. Іван Тидір. 1 травня 1992 року парохом у село Ярок був призначений о. Павло Сабов, котрий доклав багато зусиль для відновлення духовного життя парафії. 1 листопада 1992 року греко-католицька громада Різдва Пресвятої Богородиці вперше провела богослужіння в храмі Святого Миколая. У 2003 році адміністратором парафії став отець Ілля Куштан. З 10 жовтня 2010 року продовжує душпастирську працю, розпочату попередниками отець Андрій Долинич. Церква Святого Миколая у селі Ярок перебуває у користуванні релігійних громад як греко-католицької, так і православної конфесій.
| 1728—1750            | о. Василь Петрович-Яроцький   |
| 1757—1779            | о. Василь Жаткович-Козанський |
| 1779—1809            | о. Іван Петрович              |
| 1810—1855            | о. Йосиф Буковський           |
| 1855—1865            | о. Андрій Іванчик             |
| 1865—1878            | о. Стефан Данилович           |
| 1878—1931            | о. Стефан Штефуровський       |
| 1931—1937            | о. Олександр Гладоник         |
| 1937—1938            | о. Іван Гранчак               |
| 1938—1942            | о. Олександр Егрешій          |
| 1942—1946            | о. Іван Кешеля                |
| 1946—1947            | о. Юрій Егрешій               |
| 1947—1949, 1990—1992 | о. Йосиф Головач              |
| 1992—2003            | о. Павло Сабов                |
| 2003—2010            | о. Ілля Куштан                |
| 2010—донині          | о. Андрій Долинич             |

## Археологічні розвідки
В околицях села у 1963 році виявлено бронзовий скарб з семи предметів. Біля телевізійної вежі — бронзовий скарб прикрас ранньої залізної доби у вигляді підвісок.

## Інфраструктура
У селі працюють фельдшерсько-акушерський пункт, відділення поштового зв'язку, продуктові магазини, бар.
У 1964 році в селі Ярок споруджена Ужгородська телевежа.

## Культурні заходи
На території села в урочищі Граджи щорічно, третьої неділі липня проводиться етнофестиваль «Яроцькі Ярилки». Основною метою заходу є ознайомлення гостей з культурою та традиціями, народними промислами регіону. Організатор заходу Громадське об'єднання «Наше Село», за сприянням Ужгородської райдержадміністрації, відділу культури Ужгородської РДА, та Ужгородської районної спілки сприяння розвитку сільського туризму.